# Natação no Campeonato Mundial de Esportes Aquáticos de 2013 - 4x100 m livre feminino
A prova do revezamento 4x100 metros livre feminino da natação no Campeonato Mundial de Esportes Aquáticos de 2013 ocorreu no dia 28 de julho no Palau Sant Jordi  em Barcelona. 

## Recordes
Antes desta competição, os recordes mundiais e do campeonato nesta prova eram os seguintes:
| Tipo                  | Atleta        | Tempo   | Local | Data                |
| --------------------- | ------------- | ------- | ----- | ------------------- |
|                       | Países Baixos | 3:31.72 | Roma  | 26 de julho de 2009 |
| Recorde do campeonato | Países Baixos | 3:31.72 | Roma  | 26 de julho de 2009 |

## Medalhistas
| Ouro                                                                                 | Prata                                                                     | Bronze                                                                              |
| Estados Unidos · Missy Franklin · Natalie Coughlin · Shannon Vreeland · Megan Romano | Austrália · Cate Campbell · Bronte Campbell · Emma McKeon · Alicia Coutts | Países Baixos · Elise Bouwens · Femke Heemskerk · Inge Dekker · Ranomi Kromowidjojo |

## Resultados

### Eliminatórias
Esses foram os resultados das eliminatórias. 
| Pos. | Bateria | Raia | Nadadoras                                                                                                 | Nacionalidade  | Tempo   | Notas                 |
| ---- | ------- | ---- | --- | -------------- | ------- | --------------------- |
| 1    | 2       | 5    | Simone Manuel (54.23) Natalie Coughlin (54.09) Elizabeth Pelton (54.66) Megan Romano (53.24)              | Estados Unidos | 3:36.22 | Q                     |
| 2    | 2       | 4    | Bronte Campbell (54.57) Emma McKeon (53.71) Brittany Elmslie (53.97) Emily Seebohm (54.21)                | Austrália      | 3:36.46 | Q                     |
| 3    | 1       | 6    | Victoria Poon (54.56) Sandrine Mainville (54.04) Chantal van Landeghem (53.93) Samantha Cheverton (55.50) | Canadá         | 3:38.03 | Q,                    |
| 4    | 1       | 3    | Michelle Coleman (54.50) Louise Hansson (55.08) Sarah Sjöström (53.13) Nathalie Lindborg (55.36)          | Suécia         | 3:38.07 | Q                     |
| 5    | 2       | 6    | Veronika Popova (54.58) Victoria Andreeva (54.74) Mariya Baklakova (54.27) Margarita Nesterova (54.73)    | Rússia         | 3:38.32 | Q                     |
| 6    | 1       | 4    | Inge Dekker (54.91) Femke Heemskerk (53.64) Esmee Vermeulen (55.22) Elise Bouwens (54.64)                 | Países Baixos  | 3:38.41 | Q                     |
| 7    | 1       | 2    | Dorothea Brandt (55.36) Britta Steffen (53.63) Daniela Schreiber (54.95) Alexandra Wenk (55.25)           | Alemanha       | 3:39.19 | Q                     |
| 8    | 2       | 3    | Haruka Ueda (55.39) Misaki Yamaguchi (54.51) Miki Uchida (54.85) Yayoi Matsumoto (54.49)                  | Japão          | 3:39.24 | Q                     |
| 9    | 1       | 5    | Qiu Yuhan (54.93) Pang Jiaying (54.93) Wang Haibing (54.99) Chen Xinyi (54.44)                            | China          | 3:39.29 |                       |
| 10   | 2       | 2    | Alice Mizzau (55.57) Federica Pellegrini (53.98) Silvia di Pietro (55.12) Erika Ferraioli (54.83)         | Itália         | 3:39.50 | Recorde nacional      |
| 11   | 2       | 1    | Larissa Oliveira (55.29) Daynara de Paula (55.36) Graciele Herrmann (55.23) Alessandra Marchioro (55.17)  | Brasil         | 3:41.05 | Recorde sul-americano |
| 12   | 1       | 7    | Marta Gonzaléz (56.39) Patricia Castro (55.34) Beatriz Gómez Cortés (55.99) Melanie Costa (54.36)         | Espanha        | 3:42.08 | Recorde nacional      |
| 13   | 2       | 8    | Ingvild Snildal (56.17) Susann Bjornsen (55.99) Monica Johannessen (56.43) Henriette Brekke (56.42)       | Noruega        | 3:45.01 |                       |
| 14   | 2       | 7    | Quah Ting Wen (56.81) Amanda Lim (57.02) Mylene Ong (57.92) Lynette Lim (57.10)                           | Singapura      | 3:48.85 |                       |
| 15   | 1       | 8    | Hwang Seo-Jin (57.18) Kim Go-Eun (59.66) Han Na-Kyeong (58.92) An Se-Hyeon (59.91)                        | Coreia do Sul  | 3:55.67 |                       |
| 16   | 1       | 1    | | México         | 99.99   | DNS                   |

### Final
Esse foi o resultado da final. 
| Pos.              | Raia | Nadadoras                                                                                                 | Nacionalidade  | Tempo   | Notas              |
| ----------------- | ---- | --- | -------------- | ------- | ------------------ |
| Medalha de ouro   | 4    | Missy Franklin (53.51) Natalie Coughlin (52.98) Shannon Vreeland (53.22) Megan Romano (52.60)             | Estados Unidos | 3:32.31 | Recorde da América |
| Medalha de prata  | 5    | Cate Campbell (52.33) Bronte Campbell (53.47) Emma McKeon (53.19) Alicia Coutts (53.44)                   | Austrália      | 3:32.43 | Recorde da Oceania |
| Medalha de bronze | 7    | Elise Bouwens (55.68) Femke Heemskerk (52.86) Inge Dekker (54.58) Ranomi Kromowidjojo (52.65)             | Países Baixos  | 3:35.77 |                    |
| 4                 | 6    | Michelle Coleman (53.91) Louise Hansson (54.27) Sarah Sjöström (52.95) Nathalie Lindborg (55.43)          | Suécia         | 3:36.56 |                    |
| 5                 | 3    | Victoria Poon (54.65) Sandrine Mainville (54.00) Chantal van Landeghem (53.57) Samantha Cheverton (54.87) | Canadá         | 3:37.09 | Recorde nacional   |
| 6                 | 2    | Veronika Popova (55.11) Victoria Andreeva (54.62) Mariya Baklakova (54.42) Margarita Nesterova (54.30)    | Rússia         | 3:38.45 |                    |
| 7                 | 8    | Haruka Ueda (55.68) Misaki Yamaguchi (54.57) Miki Uchida (54.65) Yayoi Matsumoto (54.55)                  | Japão          | 3:39.45 |                    |
| 8                 | 1    | Dorothea Brandt (55.63) Britta Steffen (53.59) Alexandra Wenk (55.49) Daniela Schreiber (54.86)           | Alemanha       | 3:39.57 |                    |

Legenda
| Recorde mundial       | Recorde mundial (World record)               |                       | Recorde africano                      | Recorde africano (African) |                                           | Q | Classificado por posição (Qualified) |
| Recorde do campeonato | Recorde do campeonato (Championship record)  | Recorde da América    | Recorde da América (Americas)         | q                          | Classificado por melhor tempo (Qualified) |   |                                      |
| Melhor marca do ano   | Melhor marca do ano (World leading)          | Recorde asiático      | Recorde asiático (Asian)              | DNS                        | Não largou (Did not start)                |   |                                      |
| Recorde nacional      | Recorde nacional (National record)           | Recorde europeu       | Recorde europeu (European)            | DNF                        | Não terminou (Did not finish)             |   |                                      |
| Recorde pessoal       | Recorde pessoal do atleta (Personal best)    | Recorde da Oceania    | Recorde da Oceania (Oceania)          | DSQ / DQ                   | Desclassificado (Disqualified)            |   |                                      |
| Recorde da temporada  | Recorde da temporada do atleta (Season best) | Recorde sul-americano | Recorde sul-americano (South America) | NM                         | Sem marca (No mark)                       |   |                                      |